# Синглетон (математика)
Сингельтон, или синглетон — множество с единственным элементом. Например, множество {0} является сингельтоном.

## Свойства
Заметим, что множество {{1, 2, 3}} также является сингельтоном: единственный элемент является множеством (которое само по себе не синглетон).
Чёткое множество является сингельтоном тогда и только тогда, когда его кардинальное число равно 1. В теоретико-множественном построении натуральных чисел, число 1 определено как сингельтон {{\displaystyle \varnothing }}, или в другой записи {{}}.
В аксиоматической теории множеств существование сингельтонов появляется вследствие аксиомы о пустом множестве и аксиомы спаривания: первая из них вводит понятие пустого множества {}, а вторая, применённая к паре {} и {}, вводит понятие сингельтона {{}}. 
Если A является любым множеством и S является любым сингельтоном, тогда существует одна и только одна функция из A в S, которая отображает каждый элемент множества A в единственный элемент множества S.

## Применения
В топологии пространство является T1-пространством тогда и только тогда, когда каждый сингельтон замкнут.
Структуры, построенные на сингельтонах, часто служат терминальными объектами или нулевыми объектами различных категорий:
- утверждение выше показывает, что множества-сингельтоны являются терминальными объектами в категории Set;
- любой сингельтон может быть преобразован в топологическое пространство ровно одним способом (все подмножества открыты). Эти сингельтонные топологические пространства являются терминальными объектами в категории топологических пространств и непрерывных отображений;
- любой сингельтон может быть преобразован в группу ровно одним способом (единственный элемент служит нейтральным элементом). Такие сингельтонные группы являются нулевыми объектами в категории групп и групповых гомоморфизмов.